# Джеремія Томпсон
Джеремія Томпсон (англ. Jeremiah Thompson; 1784 — 1835) — квакер, аболіціоніст, підприємець та судновласник.

## Життєпис
Джеремія Томпсон емігрував з Йоркшира (Англія), до міста Нью-Йорк у віці сімнадцяти років у 1801 році, щоб приєднатися до свого дядька Френсіса Томпсона з репрезентацією сімейного вовняно-виробничого бізнесу. На цій основі вони вирішили взяти участь у доставці товарів морем і стати судновласниками. Томпсон, бувши дилером на нестабільних ринках готового імпорту та експорту сировини, хотів швидше та надійне обслуговування. Він задумав поняття трансатлантичної судноплавної «лінії» — кілька суден під скоординованим приватним управлінням, які б виходили з порту у відому дату між встановленими портами й замкнені в незмінний графік відправлення в осяжному майбутньому.

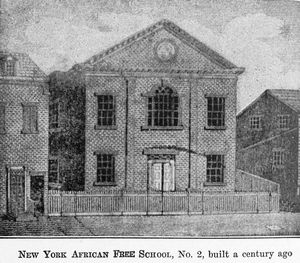
Будинок Другої Африканської Безкоштовної школи заснованої у 1822 році Нью-Йоркським Гуманним Анти-Місіонерським Товариством, членом якого в ті часи був Джеремія Томпсон.

Джеремія Томпсон був офіцером Нью-Йоркського Гуманного Анті-Місіонерского Товариства (англ. New York Manumission Society), яке було присвячено визволенню рабів. Дуже цікаво, що при спробі перекласти Manumission Society довелося розкласти ось так Man un mission Society, що значить Товариство Членів Місії ООН (де Man — людина, переклав як член). Це Товариство було засновано у 1785 році й закінчило свою дію у 1849 році. Однією з діяльностей цього Товариства було відкриття з 1817 по 1832 роки Африканських Безплатних шкіл, в яких викладали вчителі не білої раси. Серед членів Товариства були люди білої раси — квакери, підприємці та інші. Члени цього Товариства були проти рабства і за освіченість робочих, бо це грало їм на руку для їх бізнесу і також для бізнесу Джеремія Томпсона.
Джеремія Томпсон і ще четверо підприємців, — Френсіс Томпсон, Ісаак Райт і його нащадок Вільям зі своєю компанією «Isaac Wright & Son» і Бенджамін Маршалл, — заснували в 1817 році товариство — першу трансатлантичну судноплавну і розплановану за розкладом лінію «Black Ball Line» між Нью-Йорком і Ліверпулєм (Англія). Товариство придбати своїми пакетботами — вітрильними вантажно-пасажирсько-поштовими суднами, так званими «вітрильними пакетами», пакет-вітрильниками чи пакет-суднами (англ. sailing packets or packet ships). Цю компанію очолив Джеремія Томпсон. Він грав на тому, що торговці, так і пасажири були б готові платити вищу ціну в обмін на фіксовані дати відходу з порту, якщо він зможе зібрати достатньо великий флот, щоб завжди мати готовий корабель в кожному порту. Його гра окупилася.
Ще одна персона зазначена серед засновників «Black Ball Line» — це Френсіс Томпсон. В одних джерелах зазначено, що Френсіс дядько Джеремія, в інших — брат Джеремія. На мою думку, було два Джеремія Томпсона, бо в одному джерелі зазначено, що Джеремія Томпсон повернувся до Англії. Якщо так, то брат Френсіса повернувся до Англії, а його племінник був в Нью-Йорці.
Протягом наступного десятиліття (з середини 1820-х до середини 1830-х) у Джеремія Томпсона було два основних напрямки діяльності. Він продовжував інвестувати в ліній з пакет-вітрильників і в судна. Він був пов'язаний із заснуванням пакетного сервісу до Грінока і Белфаста і лінії Філадельфія — Ліверпуль.
У 1827 році Джеремія Томпсон вважався найбільшим судновласником в країні. Вірніше, він був найбільшим експортером бавовни в ті роки до 1827 року. Масштаб бізнесу був настільки великий, що на загальну думку це зробило його третім за величиною законопроєктом в Сполучених Штатах. Джеремія Томпсон, людина «велика, добрих пропорцій розмірів», тепер стала «шанована так високо», що він став клерком Щорічних Мітінгів в Нью-Йорку (англ. New York Yearly Meeting).
«The New England Palladium» 16 лютого 1827 року пропонує можливо чітке формулювання Джеремією Томпсоном історичного значення лінійного судноплавства: «Я вважаю комерцію лінійними суднами з визначеними датами винаходом віку і такою близькою за важливістю, як навігація пароплавами, і в результаті Нью-Йорк має вигоду тому, що очоливши прийняв це так, як Великий канал.» Тут Томпсон мав на увазі канал Ері, який вів від Нью-Йорку до Великих озер.
І ще одна персона, яку знав Джеремія Томпсон — це суднобудівник Вильям Генрі Вебб, який мав в Нью-Йорку свою суднобудівну верф «William H. Webb» і з 1843 року будував пакет-вітрильники для компанії «Black Ball Line». Тільки ця верф будувала з 1843 року судна для «Black Ball Line» і тому можна казати, що Вильям Генрі Вебб був партнером. Іменем його батька Ісаака Вебба був названий вітрильник «Isaac Webb» брутто-реєстровим тоннажем 1359/1497, який був побудований у 1851 році на верфі «William H. Webb» для компанії «Black Ball Line».
Один з засновників Ісаак Райт, який у 1827—1832 роках був президентом Городського Національного банку (англ. City National Bank), спекулював бавовною і це закінчилося великими втратами для компанії Джеремія Томпсона.
Лінія, чиї кораблі були пізнавані по великому чорному колу в центрі марселя (вітрила судна) на передній щоглі, тривала до 1878 року.

## Інші джерела
- Stephen Fox, Transatlantic: Samuel Cunard, Isambard Brunel, and the Great Atlantic Steamships, Harper Collins (2003), ISBN 0-06-019595-9, pp. 3-16